# Маяк Винга
Маяк Винга (швед. Vinga fyr) — маяк, находящийся на одноимённом острове в Швеции.

## Общая информация
Современный маяк был построен в 1890, хотя Винга был важным островом для моряков задолго до этого. Этот маяк является третьим на острове и одним из самых известных маяков Швеции, а также особым символом города Гётеборг. Сегодня маяк Винга — популярная туристическая достопримечательностью, а летом на острове часто проводятся экскурсии с гидом. Шведский поэт и музыкант Эверт Тоб является сыном одного из смотрителей маяка.

## История
Первая башня была построена в 1841 году, и это был первый шведский маяк с линзой. Второй был построен в 1854, поскольку были жалобы на то, что трудно различить маяк в Скагене. Пламя горело на рапсовом масле. В 1880-х возникла необходимость в более ярком и высоком маяке, поэтому в 1890 был построен новый маяк, работающий на парафине. Фонарь на втором маяке был снят и превращён в сторожевую башню, а первый маяк вовсе снесён, и сейчас остался только фундамент. В 1948 башня была электрифицирована, а в 1974 ещё и автоматизирована. В настоящее время находится под дистанционным управлением Шведской морской администрации, которая хотела отключить маяк в 2007, поскольку коммерческое судоходство больше не нуждалось в этом. Предложение встретило сильное сопротивление общества, и по состоянию на 2020 год башня всё ещё функционирует.